# ويليام موراي
ويليام موراي هو سياسي كندي، ولد في 17 يونيو 1839 في كندا، وتوفي في 15 يوليو 1898. حزبياً، نشط في الحزب الليبرالي الكندي. وقد انتخب عضو مجلس العموم الكندي.